# Solitary Man (singolo)
Solitary Man è una canzone scritta da Neil Diamond pubblicata come singolo il 4 aprile 1966 ed inclusa nel primo album del cantautore The Feel of Neil Diamond.
Il disco, primo singolo pubblicato dal cantautore che aveva in precedenza scritto canzoni per altri artisti, entrò in classifica fino a raggiungere il 55º posto nella Hot 100 di Billboard.
La canzone è autobiografica come ha confermato lo stesso artista in un'intervista.
Successivamente il brano fu ripreso da T.G. Sheppard che lo portò in classifica fino al 14º posto nel 1976 nella classifica country, da Chris Isaak nel 1993 che lo pubblicò come singolo e lo incluse nell'album San Francisco Days, da Johnny Cash, che lo incluse nell'album American III: Solitary Man del 2000 che gli valse il Grammy Award per la miglior interpretazione vocale maschile in ambito country.
La band rock-metal finlandese degli HIM pubblicò il brano come singolo nel 2004 ottenendo un notevole successo con il secondo posto nella classifica finlandese dei singoli e la nona in quella inglese.

## Versione italiana
- Nel 1966 Gianni Morandi pubblicò una versione tradotta in italiano ed avente il titolo di Se perdo anche te con il testo di Franco Migliacci e Antonio Bazzocchi e le musiche arrangiate da Ennio Morricone come lato B di C'era un ragazzo che come me amava i Beatles e i Rolling Stones (RCA Italiana – PM45 3375); brano inserito nell'album Un mondo d'amore (RCA Italiana – APML 10428).
- L'11 novembre 2015 è pubblicato il singolo Se perdo anche te rivisitato dal duo Capitani Coraggiosi formato da Gianni Morandi e Claudio Baglioni, il singolo fa parte dell'album Capitani coraggiosi - Il live, uscito il 5 febbraio 2016 (F&P Group – 88875189532).
- È del 2011 la versione di Mauro Ermanno Giovanardi, inserita nell'album Ho sognato troppo l'altra notte? (Sony Music – 88697718372) e da cui è stato realizzato il videoclip diretto da Chiara Battistini.
- Nel 2022 Raphael Gualazzi inserisce Se perdo anche te nell'album Bar del Sole (Sugar Music – 8059482260022).